# Бокс на Европейских играх 2015

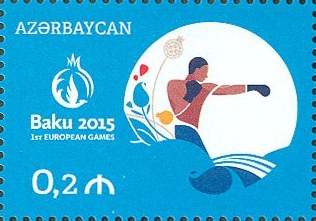
Бокс на почтовой марке Азербайджана, посвящённой Европейским играм 2015

Соревнования по боксу на Европейских играх 2015 проходили с 16 по 27 июня. Были разыграны 15 комплектов наград — 10 весовых категорий у мужчин и 5 у женщин. В одной весовой категории от одной страны мог выступать только один спортсмен. Традиционно в каждой весовой категории бронзовые награды вручались обоим боксёрам, проигравшим в полуфинале.
Соревнования, на которых принимало участие 296 спортсменов (214 мужчин и 80 женщин), проходили в Бакинском кристальном зале. В этом виде спорта также разыгрывались лицензии на Олимпийские игры 2016.
В общем медальном зачете лучший результат показала команда хозяев турнира Азербайджана, завоевавшая 11 медалей, в том числе 6 золотых, 1 серебряную и 4 бронзовых.

## Календарь
| ЦО | Церемония открытия | ● | Квалификации | 5 | Финалы соревнований | ЦЗ | Церемония закрытия |

| Июнь | Июнь | 12 Пт | 13 Сб | 14 Вс | 15 Пн | 16 Вт | 17 Ср | 18 Чт | 19 Пт | 20 Сб | 21 Вс | 22 Пн | 23 Вт | 24 Ср | 25 Чт | 26 Пт | 27 Сб | 28 Вс | Медали |
| ---- | ---- | ----- | ----- | ----- | ----- | ----- | ----- | ----- | ----- | ----- | ----- | ----- | ----- | ----- | ----- | ----- | ----- | ----- | ------ |
| Бокс | Бокс | ЦО    |       |       |       | ●     | ●     | ●     | ●     | ●     | ●     | ●     | ●     | ●     | 5     | 5     | 5     | ЦЗ    | 15     |

## Медали

### Общий зачёт
(Жирным выделено самое большое количество медалей в своей категории; принимающая страна также выделена)
| Общее количество медалей |                |        |         |        |       |
| Место                    | Страна         | Золото | Серебро | Бронза | Всего |
| 1                        | Азербайджан    | 6      | 1       | 4      | 11    |
| 2                        | Россия         | 4      | 2       | 4      | 10    |
| 3                        | Ирландия       | 2      | 1       | 1      | 4     |
| 4                        | Великобритания | 2      | 0       | 3      | 5     |
| 5                        | Нидерланды     | 1      | 0       | 0      | 1     |
| 6                        | Италия         | 0      | 5       | 0      | 5     |
| 7                        | Франция        | 0      | 2       | 1      | 3     |
| 8                        | Украина        | 0      | 1       | 4      | 5     |
| 9                        | Польша         | 0      | 1       | 3      | 4     |
| 10                       | Беларусь       | 0      | 1       | 0      | 1     |
| 10                       | Швеция         | 0      | 1       | 0      | 1     |
| 12                       | Германия       | 0      | 0       | 5      | 5     |
| 13                       | Турция         | 0      | 0       | 2      | 2     |
| 14                       | Венгрия        | 0      | 0       | 1      | 1     |
| 14                       | Словакия       | 0      | 0       | 1      | 1     |
| 14                       | Хорватия       | 0      | 0       | 1      | 1     |
| -                        | Всего          | 15     | 15      | 30     | 96    |

### Медалисты

#### Мужчины

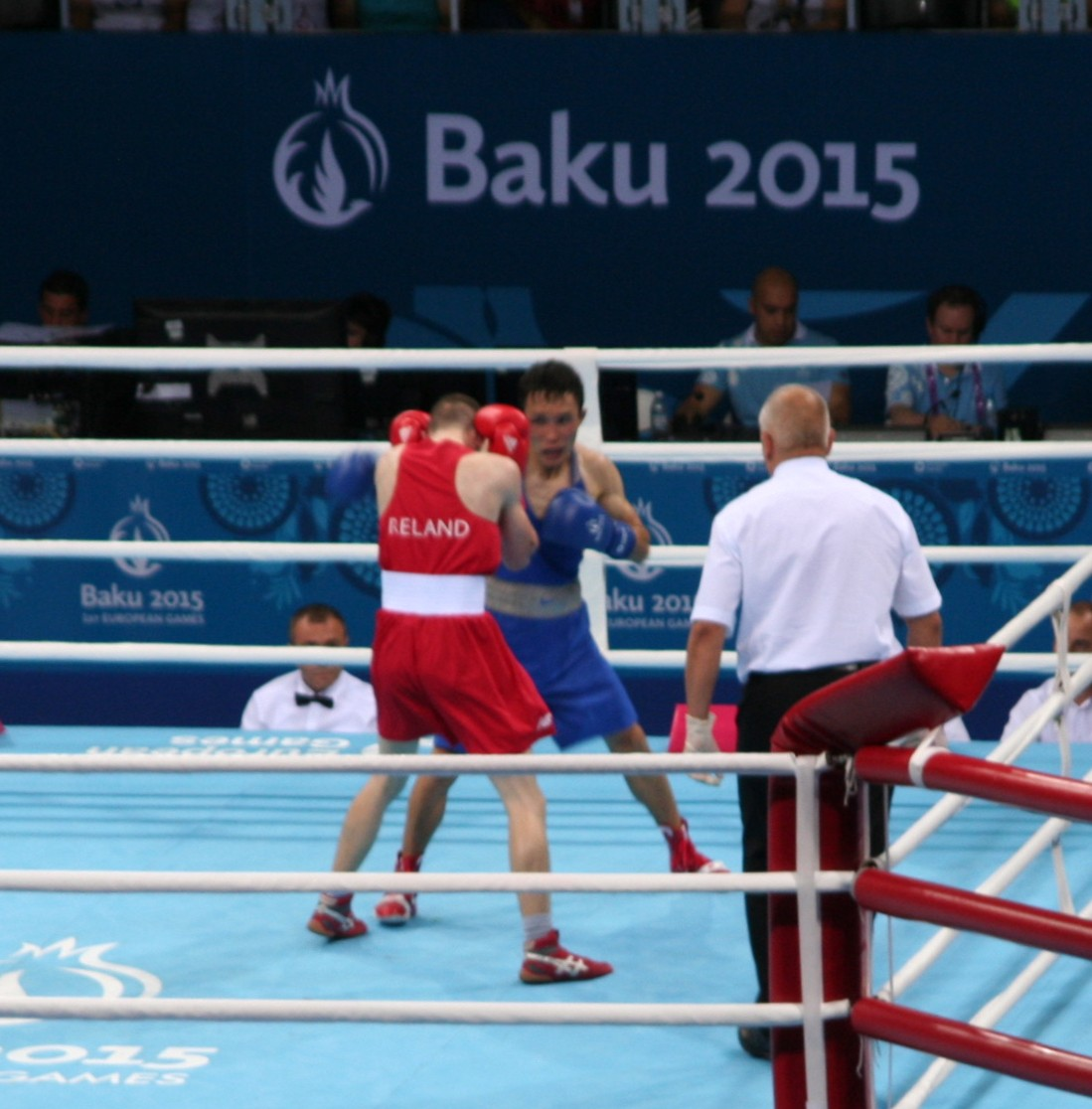
Финальный бой между Батором Сагалуевым и Бренданом Ирвином (до 49 кг)

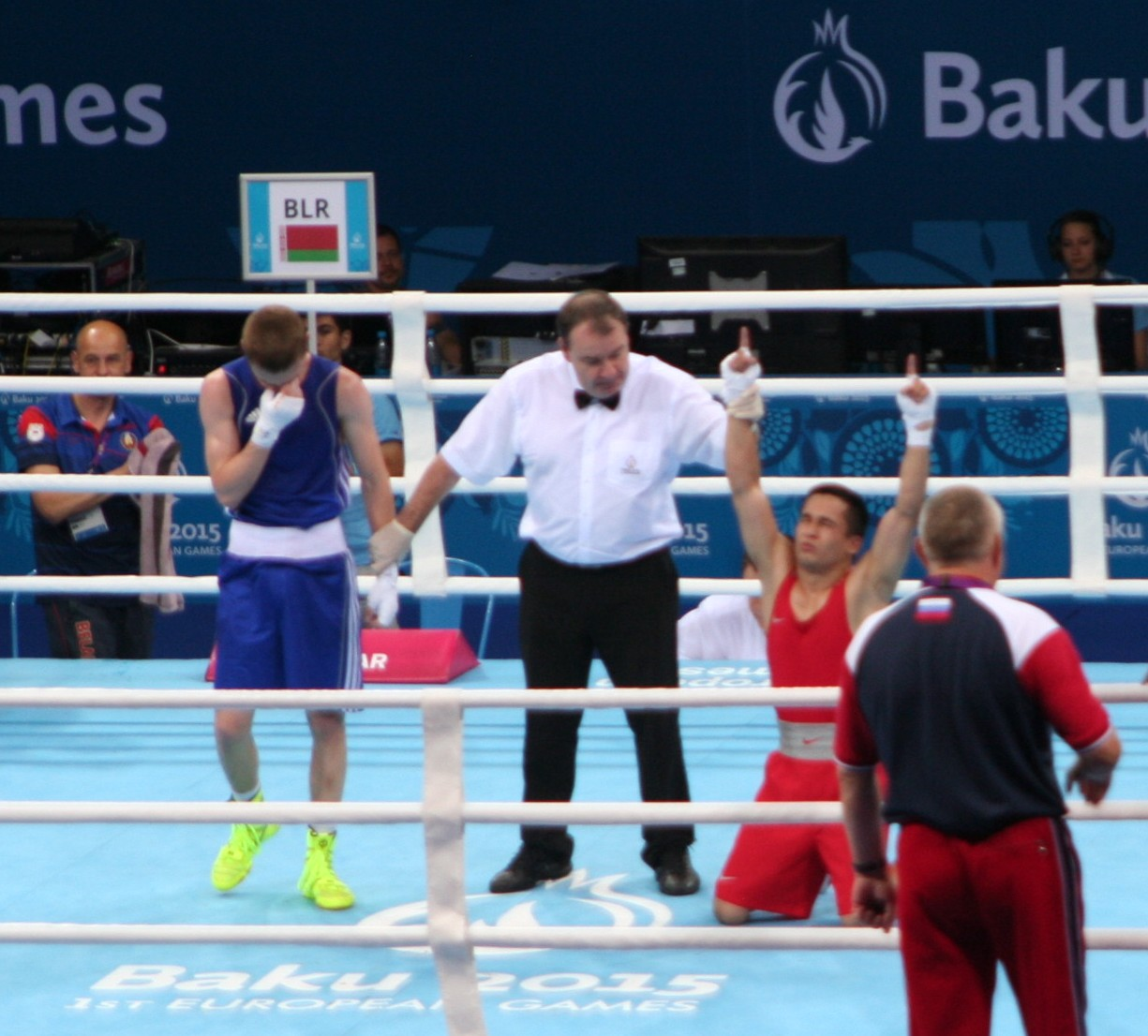
Судья объявляет победу Бахтовара Назирова над Дмитрием Асановым в финале (до 56 кг)

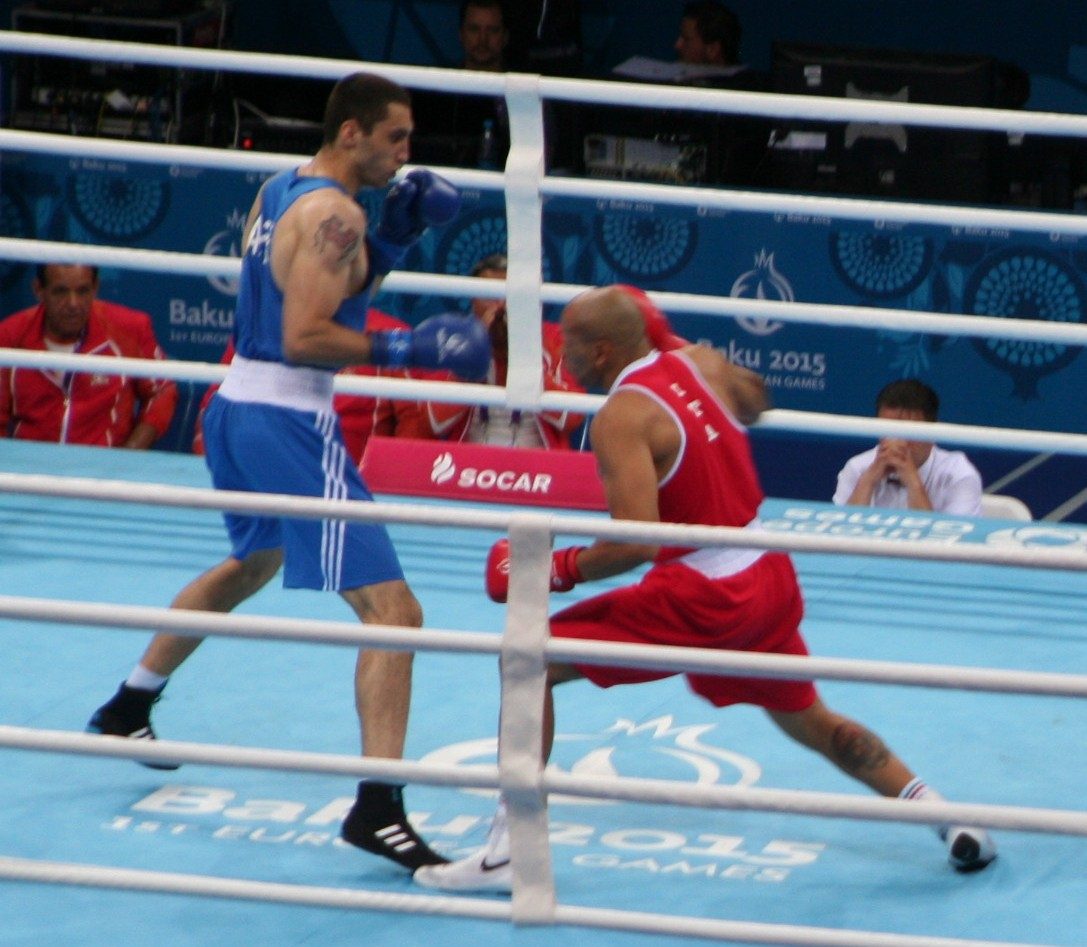
Финальный бой между Теймуром Мамедовым и Валентино Манфредония (до 81 кг)

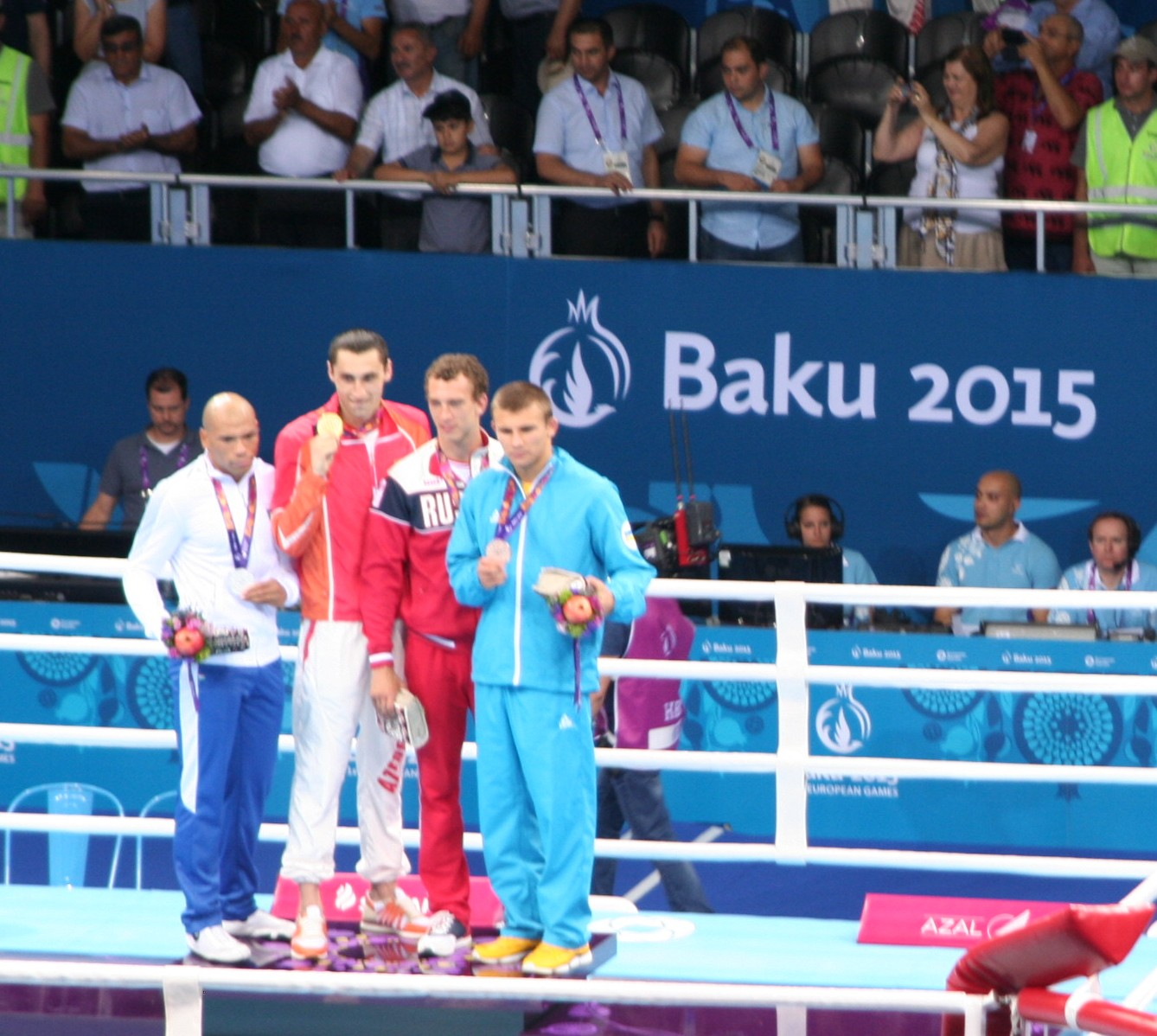
Церемония награждения у мужчин в весовой категории до 81 кг

| Дисциплина | Золото                           | Серебро                      | Бронза                                              |
| ---------- | -------------------------------- | ---------------------------- | --------------------------------------------------- |
| до 49 кг   | Батор Сагалуев Россия            | Брендан Ирвин Ирландия       | Мухаммед Унлю Турция Дмитрий Замотаев Украина       |
| до 52 кг   | Эльвин Мамишзаде Азербайджан     | Винченцо Пикарди Италия      | Хамза Тоуба Германия Вильям Танко Словакия          |
| до 56 кг   | Бахтовар Назиров Россия          | Дмитрий Асанов Беларусь      | Тайфур Алиев Азербайджан Каис Ашфак Великобритания  |
| до 60 кг   | Альберт Селимов Азербайджан      | Софьян Умиа Франция          | Шон Маккомб Ирландия Матеуш Польский Польша         |
| до 64 кг   | Лоренсо Сотомайор Азербайджан    | Винченцо Манджакапре Италия  | Кастриот Сопа Германия Виктор Петров Украина        |
| до 69 кг   | Парвиз Багиров Азербайджан       | Александр Беспутин Россия    | Джош Келли Великобритания Ярослав Самофалов Украина |
| до 75 кг   | Майкл О’Райли Ирландия           | Хайбула Мусалов Азербайджан  | Золтан Харча Венгрия Максим Коптяков Россия         |
| до 81 кг   | Теймур Мамедов Азербайджан       | Валентино Манфредония Италия | Павел Силягин Россия Александр Хижняк Украина       |
| до 91 кг   | Абдулкадир Абдуллаев Азербайджан | Геворг Манукян Украина       | Йосип Филипи Хорватия Садам Магомедов Россия        |
| от 91 кг   | Джозеф Джойс Великобритания      | Гасан Гимбатов Россия        | Магомедрасул Меджидов Азербайджан Тони Йока Франция |

#### Женщины

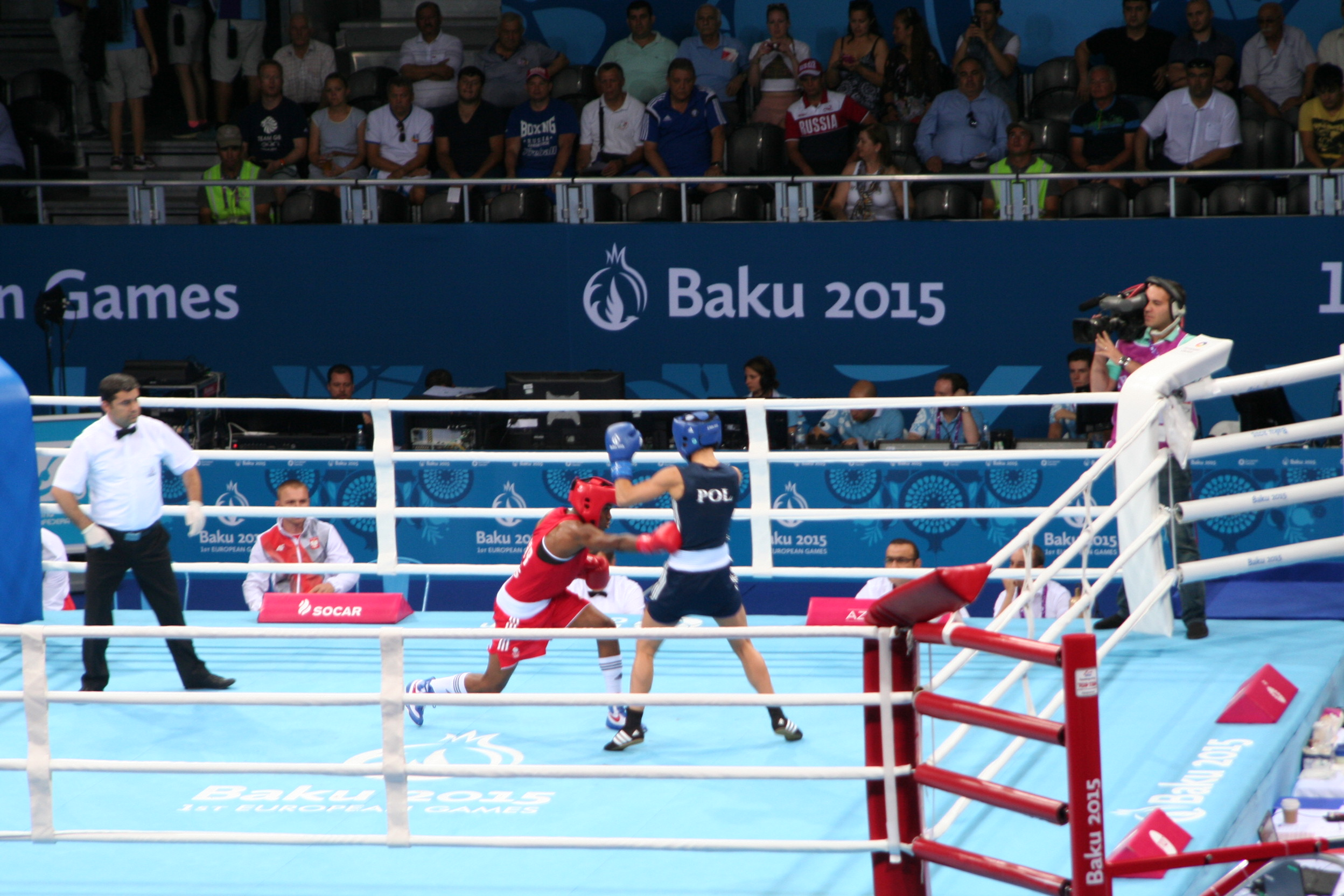
Финальный бой между Николь Адамс и Сандрой Драбик (до 51 кг)

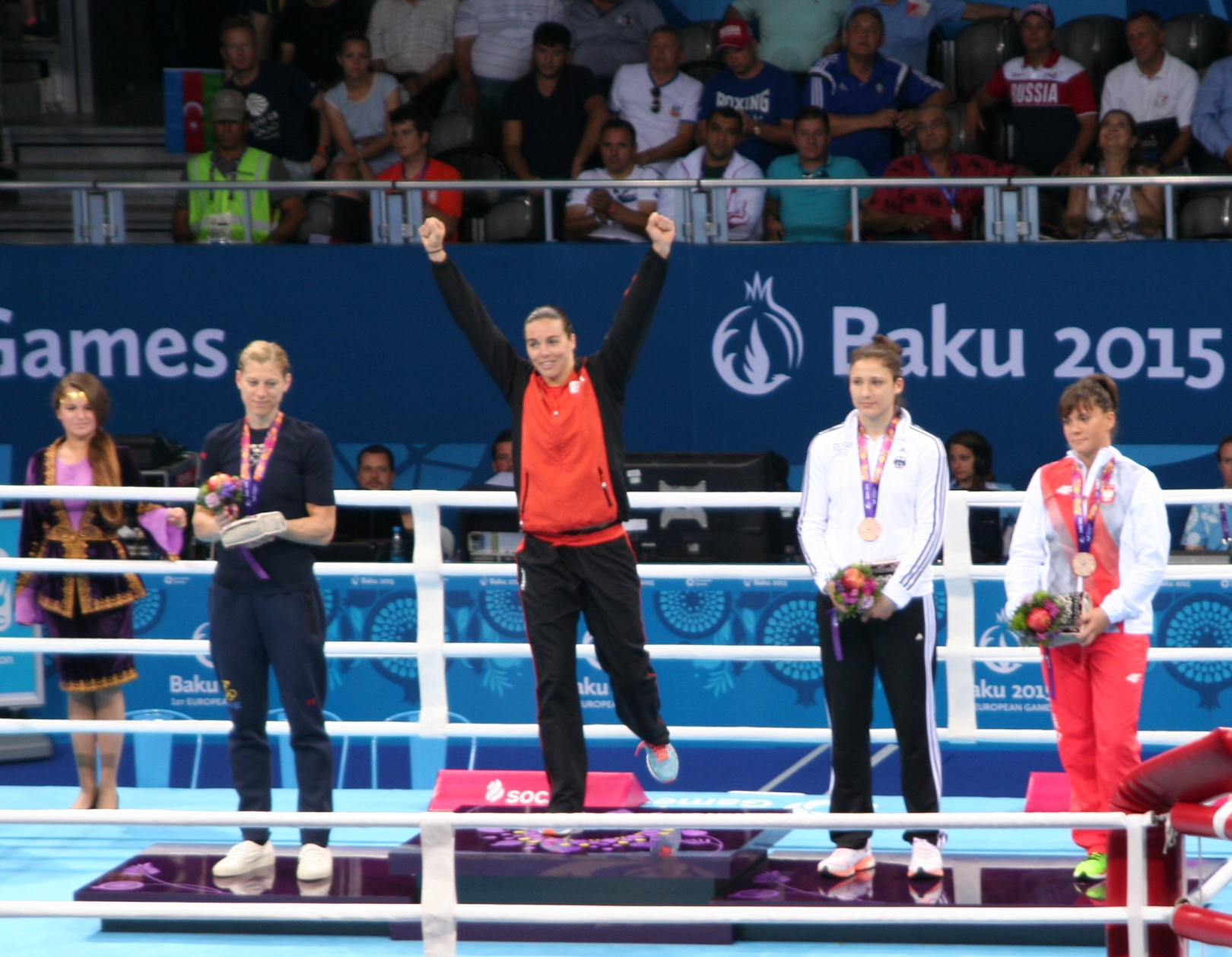
Церемония награждения у женщин в весовой категории до 75 кг

| Дисциплина | Золото                      | Серебро                   | Бронза                                              |
| ---------- | --------------------------- | ------------------------- | --------------------------------------------------- |
| до 51 кг   | Никола Адамс Великобритания | Сандра Драбик Польша      | Элиф Джошкун Турция Саяна Сагатаева Россия          |
| до 54 кг   | Елена Савельева Россия      | Марция Давиде Италия      | Анна Алимарданова Азербайджан Азизе Нимани Германия |
| до 60 кг   | Кэти Тейлор Ирландия        | Эстель Моссели Франция    | Яна Алексеевна Азербайджан Ташина Бугар Германия    |
| до 64 кг   | Анастасия Белякова Россия   | Валентина Альберти Италия | Сэнди Райан Великобритания Анета Рыгельская Польша  |
| до 75 кг   | Наухка Фонтейн Нидерланды   | Анна Лорелль Нэш Швеция   | Сара Шойрих Германия Лидия Фидура Польша            |

## Спортивные объекты
| Бакинский кристальный зал |
| ------------------------- |
| Вид снаружи               |
| Вместимость: 25 000       |